# Caberea helicina
Caberea helicina är en mossdjursart som beskrevs av Roxanne Irene Hastings 1943. Caberea helicina ingår i släktet Caberea och familjen Candidae. Inga underarter finns listade i Catalogue of Life.